# Starčevačka kultura
Starčevačka kultura ili Starčevo-Körös-Criş kultura je neolitička kultura što je tijekom VI. tisućljeća pr. Kr. obuhvaćala veliko područje od Transilvanije i Transdanubije, na sjeveru, do središnjih područja Albanije i Skopske kotline na jugu, Sofijske visoravni na istoku te do središnje Hrvatske i srednje Bosne na zapadu. Naziv je dobila po nalazištu Starčevo pokraj Pančeva, Srbija.
Prva iskapanja na lokalitetu Starčevo, koje se nalazilo na lijevoj obali Dunava, izveo je 1939. Miodrag Grbić. Sredinom pedesetih godina 20. stoljeće, istraživanja su vodili Milutin Garašanin i Draga Garašanin. Pronađene su dosta grube keramičke posude, ali i keramika s geometrijskim ornamentima, te i antropomorfne figure izrađene od pečene zemlje. Pronađena su i oruđa od kamena i kostiju. Datiranje nalaza nije sasvim pouzdano, ali se uzima da pokrivaju razdoblje petog tisućljeća pr. Kr. Starčevačka kultura često se proširuje nalazima s drugih lokaliteta s područja Jugoistočne i Srednje Europe, pa se često koristi naziv starčevačko-kereško-kriška kultura, po nalazištima u Srbiji, Mađarskoj i Rumunjskoj.
Starčevačka kultura donosi početke stalnog naseljavanja stanovništva i sjedilačke poljoprivrede (pšenica, ječam i proso) te uzgajanja stoke (ovce i koze te goveda), dok su lov i ribolov manje zastupljeni, premda su na području Vučedola iz razdoblja ove kulture nađene i udice načinjene od kosti. Ljudi ove kulture naseljavali su povišene obale rijeka, na padinama brežuljaka ili prirodnim uzvišenjama. Nastambe su većinom jamskog tipa, sastavljene od zemunica u obliku brojke osam, a uz zemunice nalaze se ukopane ostave. Uz zemunice se rjeđe javljaju i nadzemne pravokutne kuće. Vinkovci se smatraju najvećim središtem ove kulture, gradom i nalazište su prve nastambe s temeljima iznad zemljine ravnine.
Naselja su bila smještena na visokim riječnim terasama ili povišenim gredama, te na blagim padinama u riječnim dolinama. U ranijoj fazi gradile su se poluukopane kolibe nepravilna oblika sa šatorastom krovnom konstrukcijom, a u razvijenim fazama nadzemne pravokutne kolibe od pletera s podnicama od nabijene zemlje. Pokojnici su se pokapali unutar naselja, u zgrčenu položaju na boku. Gospodarska osnova bila je poljoprivreda, osobito uzgoj žitarica. Od životinja su se uzgajali govedo, manje ovce i koze te svinje. Oruđe i oružje izrađivalo se od različitih vrsta kamena cijepanjem i okresivanjem, glačanjem i brušenjem te od kosti i životinjskih rogova. Među keramičkim posuđem prevladavalo je grubo posuđe za svakidašnju uporabu ukrašeno tehnikom barbotina, otiskivanjem prsta i nokta, plastičnim naljepcima.
Izrađivalo se i fino keramičko posuđe, dobro uglačane površine s crvenom prevlakom ili oslikano bijelom, crnom, crvenom ili smeđom bojom. Oblici posuda jednostavni su, svedeni na zaobljene, kuglaste i polukuglaste zdjele, katkad na niskoj šupljoj nozi. Figuralnu plastiku obilježavaju jednostavni stupasti kipići s tek naznačenim pojedinostima lica i prsa te voluminozno oblikovani ženski likovi s naturalističkim detaljima (crvenokosa boginja iz Donje Branjevine). Podrijetlo starčevačke zajednice neki vežu uz autohtonu sredinu, dok drugi drže da je riječ o kulturi kolonizatora pristiglih s jugoistoka Europe. U Hrvatskoj starčevačka kultura predstavlja prvu u potpunosti neolitičku zajednicu koja je živjela gotovo na cijelom prostoru sjeverne Hrvatske, od njezinih istočnih granica pa sve do okolice Bjelovara na zapadu. Značajna su nalazišta Vinkovci, Sarvaš, Vučedol, Zadubravlje, Igrač–Slavonski Brod, Pepelana, Kaniška Iva, Cernička Šagovina. Najzapadniji arheološki lokaliteti ove kulture su u blizini mjesta Ždralovi u Bjelovarskoj općini u Hrvatskoj. Nalazi iz ovoga lokaliteta se smatraju posljednjom fazom dugotrajne starčevačke neolitičke kulture.